# 昌邑区
昌邑区是吉林省吉林市下辖的一个市辖区。區人民政府駐中興街105號。

## 动植物资源
昌邑区野生动植物资源主要种类有木材利用植物、食用植物、食用菌、药用植物、山果植物、野生动物6大类。木材利用植物类有针叶林（包括长白落叶松等9种植物）、阔叶林（包括山杨等13种植物）、灌木林（包括胡枝子等8种植物）；食用植物类有蕨菜等9种；食用菌类有黄蘑等10余种；药用植物类有刺五加、五味子等31种；山果植物类有山葡萄等9种；野生动物有狐狸、黄鼬等23种。特产养殖毛皮动物有珍贵长白山紫貂、美国原种貂、白貂等10余个品种；珍禽养殖有美国七彩鸡、中国环颈雉等多个品种。

## 水资源
昌邑区年降雨量为674.2毫米，折合水量为5.08亿立方米。另外，全区有大小河流18条，全区地下水资源储藏量为93076.46万立方米。充沛的水源是发展绿色食品产业、清洁产业难得的优势。

## 矿产资源
昌邑区地处褶皱区和地台区两个大地构造单元之上。由于区内岩浆活动频繁，造成地壳断裂，使大量花岗岩不断侵入，到第三纪则有大量玄武岩熔岩喷出。由于河流对平原的侵蚀、切割，平坦低洼地带开始覆盖一层较厚的沙、砾、黄土状黏土等沉积物，所以昌邑区境内山体大部分由花岗岩、石英、闪绿岩、安山岩、玄武岩等构成。境内已探明的矿种有7种：金、银、锌、花岗岩、硅石、黏土和矿泉水，储量十分丰富。这些矿产品大部分分布在桦皮厂、河湾子、左家等乡镇。已开发开采的代表性矿种有花岗岩、硅石、矿泉水和黏土、金、银、锌等。金属矿物分布在八台岭矿脉，西起黑背村，东至李树村，黄金储藏量较大。非金属矿物主要分布在温泉村、李树村。

## 气候环境
昌邑区的气候属温带大陆性季风气候，四季变化、气温变化和季风进退都比较明显，幅度较大，表现为：春季干燥，大风较多；夏季温热，降水集中；秋季霜早，晴好天多；冬季漫长，寒冷干燥。年平均气温3—5℃，气温受地形影响，由西、西北向东、东南逐渐降低。1月平均气温最低，一般在-18—-20℃；7月平均气温最高，一般在21—23℃，极端最高气温36.6℃。山区无霜期120天，平原区可达130—140天。全年降雨量700毫米左右。日照时数2400—2600小时，全年总辐射量为1150千卡/平方毫米。

## 土地资源
昌邑区总面积770平方千米。其中，有耕地37747.09公顷，占总面积的49.02%；有林地20855.71公顷，占总面积的27.08%；有水域面积3192.46公顷，占总面积的4.14%；未利用土地4395.52公顷，占总面积的5.7%；其他10801公顷，占总面积的14.06%。土壤肥沃，日照充足，80%的耕地分布在森林环抱的山区、半山区。土地开发成本较低廉，每公顷开发成本仅是东南沿海城市的1/3。 

## 建制改革
昌邑区始为昌邑屯。清乾隆九年（1744年），山东省昌邑县李家郜庄、西营庄、徐家官庄饥民逃荒来到吉林城外东五里许落户，逐渐形成屯落，并按原籍取名昌邑屯。时属奉天府永吉州所辖。清乾隆十二年（1747年），永吉州改为吉林厅，昌邑屯隶属吉林厅管辖。清光绪八年（1882年），设立吉林分巡道，吉林厅改为吉林府，昌邑屯归属吉林分巡道吉林府管辖。清光绪三十三年（1907年），吉林将军衙门改设行省，昌邑屯归属吉林省吉林府管辖。1913年，吉林府改为吉林县，昌邑屯隶属吉林省吉林县。1915年，吉林省警察厅改为省会警察厅，昌邑屯划归省会警察厅第三警察区所属。1929年，吉林市政筹备处成立，警察区改为行政区，昌邑屯又为吉林市第三行政区所辖。
1936年，吉林市公署成立，并将全市划为昌邑、船营、朝阳、通天、德胜5个行政区，各区置区事务所，因昌邑区域内有昌邑屯而得名昌邑区，为昌邑区设治之始。1941年，当局为强化统治，将全市划为10个区，并在各区之下设立分区，昌邑区下设8个分区。抗战胜利后，1946年，建立昌邑区民主政府，同年5月，东北民主联军战略转移后，在国民党政府占据吉林市期间设立昌邑区公所。1948年3月9日，吉林市解放，4月，将全市划为城内5区、城外5区，废区公所建制，置区人民政府，昌邑区为城内5区之一，下设振昌、同昌、维昌、护昌、泰昌、永昌、瑞昌、裕昌8个闾。1949年7月，按照市人民政府决定，昌邑区人民政府改为昌邑区公所，为市政府派出机构；将维昌、护昌、东大滩、东局子、团山子、新地号、巴虎屯、向阳、钱家屯、江湾路、振昌11个街政府撤销。
1950年4月，撤销昌邑区公所建制，恢复原区公所下属街公所直属市人民政府。1951年8月恢复区政权，昌邑区改称第一区，下设东大滩、维昌、巴虎屯、东局子、新地号5个街公所。1955年4月，第一区改为昌邑区。1956年5月，昌邑区人民政府改称昌邑区人民委员会。1959年1月，昌邑区划分为昌邑、铁路2个人民公社。1962年3月，撤销城市人民公社建制，恢复昌邑区人民委员会，昌邑、铁路两个人民公社合并为昌邑区。1964年1月，行政区划再次调整，哈达湾区并入昌邑区，其所属哈达湾、兴华、莲花泡3个街道办事处归昌邑区管辖。1968年3月，改昌邑区人民委员会为昌邑区革命委员会。1980年11月，改昌邑区革命委员会为昌邑区人民政府。
到1985年，昌邑区人民政府共领属东局子、新地号、延安、文庙、站前、民主、南京、莲花、通江、兴华、哈达湾、新建、延江13个街道办事处。1992年3月，吉林市行政区划调整，将原郊区九站乡、孤店子镇、双吉街道、九站街道划归昌邑区，将南京街道划归船营区。调整后，昌邑区人民政府共辖东局子、新地号、延安、文庙、站前、民主、莲花、通江、兴华、哈达湾、新建、延江、九站、双吉14个街道办事处和九站乡、孤店子镇2个乡（镇）。全区面积253平方千米。
1998年2月，将九站街道、九站乡从昌邑区辖内划出，归属新成立的吉林经济技术开发区代管。1998年5月，在昌邑区辖内设立吉林市东市商业开发区；2001年9月晋升为省级开发区并更名为吉林东市商贸经济示范区。1998年成立幸福经济试验区，2003年，改为昌邑区幸福经济管理区。1999年12月，设立吉林市虹园经济开发区，2012年2月晋升为省级经济开发区，正式更名为吉林哈达湾经济开发区。2000年1月，吉林市再次调整行政区划，将原永吉县的两家子满族乡、土城子满族朝鲜族乡、河湾子镇、桦皮厂镇和原属船营区的左家镇划归昌邑区。全区面积增至770平方千米，是昌邑区辖区面积最大的时期。至此，昌邑区人民政府共领属东局子、新地号、延安、文庙、站前、民主、莲花、通江、兴华、哈达湾、新建、延江、双吉13个街道办事处，两家子满族乡、土城子满族朝鲜族乡2个乡，河湾子、桦皮厂、左家、孤店子4个镇。2001年3月，将河湾子镇并入左家镇，2016年12月25日，将双吉街道划归吉林经济技术开发区代管。至2019年末，昌邑区辖12个街道、2个乡、3个镇（3个开发区，其中2个省级开发区）。
至2020年12月31日，昌邑区人民政府实际管辖东局子等12个街道，两家子满族乡、土城子满族朝鲜族乡2个乡，左家、桦皮厂、孤店子3个镇，含68个社区、85个村，以及由区另设的东市商贸经济示范区、吉林哈达湾经济开发区、幸福经济管理区3个经济区域。2021年6月，将吉林哈达湾经济开发区、吉林东市商贸经济示范区管理机构的职能整合，重新组建中共吉林哈达湾经济开发区委员会、吉林哈达湾经济开发区管理委员会。

## 得名
昌邑区名源自山东省昌邑县移民在东北聚居的昌邑屯。据载，清乾隆九年（1744年）昌邑县李家郜庄、西营庄、徐家官庄灾民逃荒到吉林城东，聚居地后来被称为昌邑屯。1936年，满洲国设立吉林市公署，其下设昌邑区，昌邑区辖有昌邑屯。昌邑自此成为区级政区的名称。

## 行政区划
昌邑区下辖14个街道办事处、3个镇、2个民族乡：
兴华街道、文庙街道、东局子街道、新地号街道、延安街道、站前街道、民主街道、莲花街道、通江街道、哈达湾街道、新建街道、延江街道、双吉街道、九站街道、吉林东市商贸示范区、孤店子镇、桦皮厂镇、左家镇、两家子满族乡、土城子满族朝鲜族乡、幸福经济管理区和吉林哈达湾工业开发区。

## 人口名族
全区共有33个民族，其中，汉族人占总人口的84.8%；少数民族人口占总人口的15.2%，人口超过1万的少数民族有满族和朝鲜族，人口在5000人以上的少数民族有回族。根据第七次人口普查数据显示昌邑区常住人口为581852人，城镇化率为81.28%，常住人口户数为24.8784万户。

## 佚事
2020年1月，《人民日报》微博发文称，于2020年2月2日在昌邑区出生的宝宝，可获得公民身份号码“靓号”：22020220200202XXXX。其中，前六位为昌邑区的行政区划代码，中间八位为生日，后四位为随机生成。

## 交通
昌邑区作为吉林市的一个老城区、窗口区与商贸中心区，区位优势非常明显。吉林火车站、公路客运站等交通枢纽和邮电大楼，有线电视等信息传播中心坐落在辖区内。交通运输四通八达，邮政通讯快捷便利，人流物流集中顺畅，具有良好的城市基础设施条件。长春市龙嘉国际机场距吉林市中心仅76公里，机场每周起降航线将突破400多个班次，往返于北京、上海、深圳、广州等地。为满足需要，今民航部门将着力开发国际航线，填补长春通往欧洲、东南亚、美国的航线空白点。公路方面，吉林市公路客货运输四通八达，外可直达北京、上海、天津、宁波、大连、哈尔滨等城市，全市公路密度高于全国和全省平均水平，初步形成了以国道黑大线、珲乌线，省道五桦线、榆江线、长吉北线为骨架的“五纵四横一环”网状格局，公路通车里程超过9000公里，高速公路与长春、珲春连接，城区与直辖县（市）主要由一、二级公路连接，县（市）到乡（镇）主要有三级以上公路连接97个乡镇，1190个行政村通上了高等级公路。
- 长珲城际铁路：吉林站
- 长图铁路、沈吉铁路、吉舒铁路：吉林站

- 吉林财富购物广场
- 吉林昌邑万达广场

## 地理位置
昌邑区位于吉林市区中部松花江西岸，地理坐标为北纬43°50′—44°13′，东经126°5′—126°33′。区治位于中兴街105号。昌邑区依江而走，三面环江，一面靠山，属城乡接合区。东边由北向南依次与龙潭区乌拉街满族镇、金珠乡、江北乡、湘潭街道、新安街道、龙潭街道、遵义街道、龙潭乡隔江毗邻。南边自东向西与丰满区江南乡、江南街道隔江相望。西边自北向南与船营区太平乡、搜登站镇、大绥河镇、越北镇、南京街道、致和街道毗邻。北面自东向西与九台区莽卡满族乡、胡家回族乡、卢家乡、沐石河镇、土门岭镇、二道河乡、加工河乡相接壤。全区总面积770平方千米，江岸线长56.6千米，沿江岸有吉林、哈龙、松江、清源、龙潭、江湾、雾凇7座跨江钢筋混凝土公路大桥和长图铁路钢梁大桥。全区地形随江势南高北低，略呈琵琶形。境内吉沈、吉长、吉图、吉哈4条铁路以吉林火车站为交会点，形成不规整的弯曲T字形，将全区分割为4块地域。吉林大街纵贯区域南北，解放大路横穿区域东西，沿途有中兴街南、中兴街北、吉林大街南、吉林大街北、哈达湾、和平路、松江北路、松江东路、延安街、解放北路10座公铁立交桥连接境内的东西南北中，交通十分便捷。 